# 小行星2239
小行星2239（2239 Paracelsus）是一颗围绕太阳公转的小行星。1978年9月13日，保羅·維爾特在齐美尔瓦尔德发现了此天体。
該小行星以瑞士醫生帕拉塞爾蘇斯命名。
这颗小行星的绝对星等为2.061039256565674等。